# Eunoe globifera
Eunoe globifera är en ringmaskart som först beskrevs av Georg Ossian Sars 1873.  Eunoe globifera ingår i släktet Eunoe och familjen Polynoidae. Inga underarter finns listade i Catalogue of Life.